# 정교분리

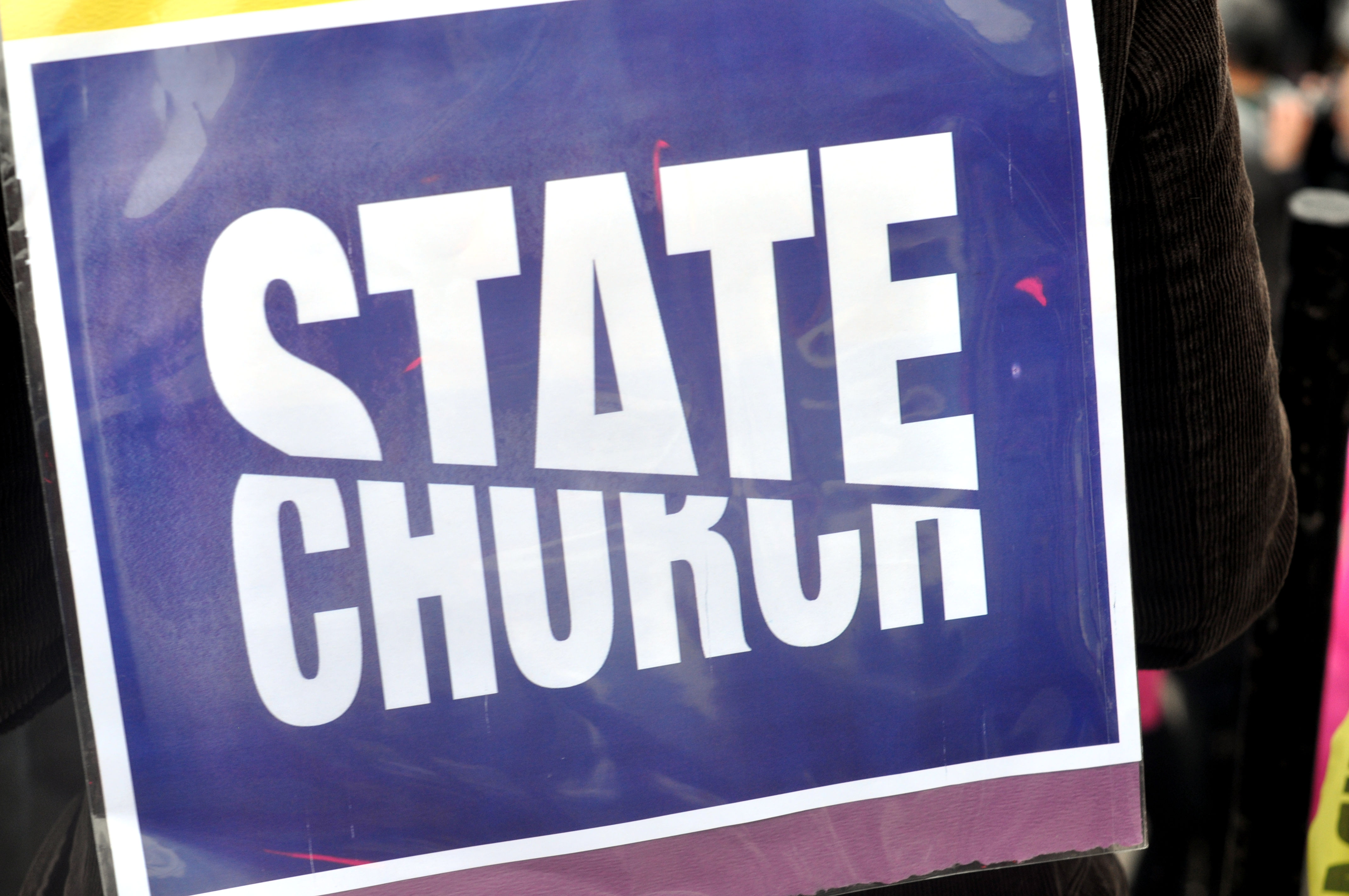

정교분리(政敎分離)는 이데올로기적으로는 정치와 종교, 제도론적으로는 국가(정부)와 종교단체(교회)의 분리를 주장하는 것을 의미한다.
정교분리의 출발은 미국헌법이 만들어질 때  국교를 부인하는데서 시작된다. 정교분리는 자유의 원리이다. 정치와 종교는 분리되어야 한다는 이용어 개념은 원래 미국 헌법 수정 1조 교회와 국가의 분리라는 말로 처음 사용됨으로써 이후 세계적으로 일반화되어 갔다. 하지만 서유럽과 북미를 제외한 지역에서는 교회 –국가의 분리라는 말보다 ‘정교분리’가 더 일반적으로 사용된다.
정교분리란 추상적으로 국가는 국민의 세속적 , 현세적 생활에만 관여할 수 있고 내면적, 신앙적 생활은 국민의 자율에 맡겨 개입하지 않는다는 원칙으로 국가의 종교적 중립성 내지 비종교성을 의미한다. 하지만 그 개념이 지닌 추상성 때문에 ‘정교분리’는 ‘정치의 종교에 대한 불간섭’이 아니라 ‘교회의 정치에 대한 불간섭’으로 이해되는 경향이 강해졌다.

## 개념
정교분리란 정치와 종교, 국가와 교회·사원(寺院)과의 분리의 원칙을 말하는데, 이것은 국가는 국민의 세속적(世俗的)·현세적 생활에만 관여할 일이지 국민의 신앙적·내면적 생활에는 간섭해서는 안 된다. 즉 국가는 종교활동을 행하든가 특정의 종교단체를 지지해서는 안 되며 종교단체도 정치권력을 행사해서는 안 된다는 의미이다.
정교분리의 근거에 대하여서는 대체로 종교 각각의 특질에서 당연히 도출(導出)된다고 하는 견해이다. 정치의 목적은 국민에게 현세적(現世的) 행복을 부여하는 것이나 종교의 목적은 국민에게 영적(靈的) 자유를 부여하는 것이다. 양자는 각자의 본질에 따라서 명확하게 구별되고 또 분리되어야 한다는 것이다.
그러나 정교관계는 정교 쌍방의 본질에서 곧장 추론(推論)되는 것과 같은 모범적 형태를 갖고 성립한 것은 아니다. 정교분리는 인류사(人類史)의 시작에서부터 행해지고 있었던 것은 아니다. 각종의 정교일치 또는 정교결합(政敎結合)이 굉장히 오랜 기간 행해졌으나, 근대의 도래와 함께 거기에는 갖가기 약점이나 폐해가 있는 것이 분명하게 되었다. 이것이 인류로 하여금 정교결합을 버리고 정교분리를 채용시켰다.
국가(바르게는 정부)가 갑이라는 종교를 국교(國敎)로 하는 정교결합제도를 취하면 을이라는 종교의 신도는 정부에 심복(心腹)하는 선량한 시민이 되기 어렵다. 정부도 이 신자에 대하여 억압적으로 되어 정치의 비민주화를 초래하게 된다. 이것은 종교적 부자유와 정치적 부자유와의 일체화를 나타내는 예이다. 또 갑이란 종교의 신자는 권력의 보호에 익숙해지므로 스스로 교만해져 종교의 생명인 사람을 구제하는 힘을 상실한다. 종교가 빠지는 타락 중에서 최대의 것은 그것이 권력자에게 의뢰하는 데서 생겨난 타락이다. 요컨대 정교결합은 특히 국내에 복수의 종교가 병존하는 경우, 정치와 종교와의 쌍방에 폐해를 끼친다. 이것은 구미(歐美)의 기독교사, 한국 고려조의 불교사, 조선조의 유교사가 이를 잘 나타내 주고 있다.

## 우호적 정교분리·비우호적 정교분리
같은 정교분리라 하더라도 그 내용에는 여러 가지 차이가 있다. 전형적으로는 미국과 프랑스의 정교분리에서 엿볼 수 있다. 미국의 정교분리는 우호적 분리이나, 프랑스의 그것은 비우호적 분리이기 때문이다.
미국 정교관계의 우호성(友好性)은 예를 들면 독립선언에서 볼 수 있는 종교적 이상주의나 연방의회의 의사(議事)가 목사의 축도로써 시작되는 것 등에서 잘 나타나 있다. 미국은 종교에 대하여 우호적인 정교분리를 독립선언 11년 후에 만든 연방헌법(聯邦憲法, 1887)에 명문화했다.
그 이유의 첫째는 당시 미국에는 종교나 교파(敎派)의 수가 많고 더욱이 그것들 중에 하나의 신도(信徒)를 갖고 전 국민의 과반수를 제압할 수 있는 유력한, 따라서 국교로서 정할 수 있는 유력한 종교·교파가 존재하지 않았던 것이다. 둘째 이유는 헌법기초자(憲法起草者)가 연방을 구성하는 각 주의 단결의 강화에 최대의 관심을 갖고, 그 때문에 이 과제에 종교투쟁을 끌어넣어 문제의 혼란을 증대시키는 것을 피하려고 한 것이다.
종교투쟁이 얼마나 사회질서를 어지럽히는가를 그들은 경험을 통하여 잘 알고 있었다. 또 혁명의 상대인 영국과 결부된 영국 국교회(英國國敎會)에 대한 국민의 반감이 정교분리를 낳게 했다는 설도 있다. 프랑스의 정교분리는 공화주의(共和主義) 정권과 가톨릭 교회간의 장기간의 대립의 격화, 즉 양자의 싸움과 결별에 원인이 있다.
이런 공화정은 당연히 군주정 부활의 방지에 중대한 관심을 표시하여 온 데 반하여 프랑스 군주제는 수세기 동안 가톨릭, 따라서 바티칸 당국과 친밀히 결부되고 있었다. 또 가톨릭은 국민의 종교로부터의 해방을 주장하는 공화파와 대립하지 않을 수 없었다. 양자의 대립은 여러 가지 현실적 조건과 얽혀서 격화하였으나 제3공화정 정부는 1905년에 정교분리법(영어:1905 French law on the Separation of the Churches and the State)을 제정하였다.
그러나 분리 후, 가톨릭이 소수자인 프로테스탄트와 미증유(未曾有)의 우호관계를 실현시키고 있고, 가톨릭 교회가 거의 전국민을 포함한 이름뿐의 교회에서, 소수의 생명력 넘치는 신도집단으로 된 것은 정교분리의 정당함을 증명하는 한 예로 간주된다.

## 종교의 정치에의 영향과 정교분리
정교분리는, 국가와 교회·사원이 절대적으로, 또는 완전히 분리되는 것까지를 주장하지는 않는다. 이것은 구체적인 인간생활이 단순히 내면적인 것도 아니고, 또 단순히 외면적인 것도 아니기에 당연한 것이다. 셸러(Max Scheler, 1874-1928, 독일의 철학자)는 인간의 내면적 생활과 외면적 생활과는 밀접한 공속성(共屬性)을 갖고 있다고 주장하였다.
한 종교단체가 스스로의 입장에서 정치를 윤리화하고 정치에 생명을 부여하기 위하여 정치에 영향을 미치려고 하는 경우가 있다. 이것은 종교의 정치로부터의 절대적 초월을 주장하는 전세기적(前世紀的) 종교관을 비판하는 입장에서는 당연하다. 이 문제는 서독의 기독교민주동맹(CDU)이나 일본의 공명당과 같이 일정한 종교를 창당의 이념으로 하는 종교정당에 있어서 특히 중요하다.
정교분리의 원칙은 거기에도 역시 타당하다. 즉 거기에서도 종교는 권력의 장악자(掌握者)나 널리 정치에 참여하는 사람들의 인격의 내면을 통하여, 말하자면 간접적으로만 정치에 감화를 미치도록 작용하여야 하는 것이다. 정교분리에서 최소한도로 요청되는 것은 특정 종교단체가 자기의 이름으로 특정 정당을 지지하는 것을 그 신도에게 명하는 것은 피하라는 것이다.
신도는 일체의 정당 선택의 자유를 가져야 한다. 그렇지 않으면 정교분리의 원칙이 방해됨과 동시에 특정 종교에 대한 신앙상의 열의(熱意)가 신앙에 의해서가 아니라 특정 정당에의 충성에 의하여 정해진다는 묘한 결과를 초래한다. 서독의 기독교민주동맹의 강령 전문(綱領前文)의 "하느님은 역사와 제국민과의 주(主)이고, 그리스도는 우리들 생활의 힘인 동시에 법이다"라는 생각은 좋다 하더라도, 1945년의 당대회에서 "우리 당은 이 신앙고백에 의하여 개개의 정책을 정하는 원칙적 지표(指標)가 주어져 있다"라고 말한 것은 정교분리의 원칙에 위배된다. 그 이유는 그것은 신앙이 국민의 인격의 내면을 통하지 않고 직접 정치에 개입하는 것을 요청하고 시인하기 때문이다. 거기에서는 기독교민주동맹의 정책을 비판할 자유가 보장되어 있을 뿐이고 정당 선택의 자유는 보장되어 있지 않다.
이러한 상황에 대해서는 이미 서독내에서도 다음과 같은 비판이 있다. 즉 그리스도 교도는 다만 기독교민주동맹만이 아니라 독일사회민주당(獨逸社會民主黨, SPD)을 포함한 모든 정당을 자유로이 선택할 수 있고, 또 모든 압력단체나 노동조합에서 활약할 수 있지 않으면 안 된다. 기독교민주동맹은 신자를 독점해서는 안 된다는 것이다.

## 정교분리와 신교의 자유
'신교의 자유'는 다른 시민적 자유와 상호관계(相互關係)의 운명에 있고, 정치의 민주화에 의하여 추진되는 것이나, 신교의 자유는 정교분리에 의하여서만 실현된다는 것을 부언(附言)할 필요가 있다. 정치와 종교가 결탁(結託)하고 있는 나라에서는 국민의 신교 자유의 보장은 반드시 불충분한 것이 된다. 그리고 그 자유의 보장의 범위는 결탁의 정도에 반비례한다. 신교의 자유를 목적으로 하면 그 목적을 실현하는 수단은 정교분리이다.
그러나 정교분리는 신교의 자유에 봉사하는 수단이라고 하여 목적인 신교의 자유보다 중요하지 않다고 할 수는 없다. 목적을 실현하는 구체적 수단이 그 목적에 못지 않게 중요한 것은, 그것 없이는 목적은 언제까지나 단순한 추상적 관념(抽象的觀念)으로서 그치고 말기 때문이다. 신교의 자유는 정교분리에 의하여 보장된다는 원칙에도 예외로 보이는 경우가 있다. 예를 들면 영국에서는 영국국교회(Anglican Church)가 국교로서의 지위를 유지하면서 국민 일반은 현재 충분한 신교의 자유를 향유하고 있다.
하지만 헤랄드 라스키(Harold Joseph Laski, 1893-1950, 영국의 정치학자·사회주의자)도 말하는 것처럼 사태가 원활히 거기까지 진전된 것이 아니다. 그것은 특히 17세기의 엄격한 종교적·정치적 체험, 18-9세기에 있어서의 비국교도(非國敎徒) 중심의 관용(寬容)을 목표로 하는 싸움에 힘입은 바가 크다.
종교적 관용이란 각 개인이나 각 종교단체가 각자의 확신이나 신앙을 상호 승인하고 존중하는 것이다. J. S. 밀은 『자유론』에서 종교적 관용은 신교의 자유만이 아니라 다른 시민적 자유를 영국인에게 부여했다고 하였다. 요컨대 종교적 관용과 갖가지 시민적 자유가 고도로 발달한 영국에서조차도 국교제도 밑에서 신교의 자유를 실현하기 위해서는 국민의 장기간의 고투(苦鬪)가 필요하였다.

## 판례
- 어떤 의식, 행사, 유형물이 종교적인 의식, 행사 또는 상징에서 유래되었다면 비록 그것이 미이 우리 사회공동체 구성원들 사이에서 관습화된 문화요소로 인식되고 받아들여질 정도에 이르렀다고 하더라도 그에 대한 국가의 지원은 헌법상 정교분리원칙에 위배되지 않는다[2]

## 같이 보기
- 제정일치
- 라이시테
- 세속주의
- 신의 나라 발언(일본어판)

## 참고 자료
- 「이슬람」, 이슬람 국가에서 정치와 종교, 폴 발타 저, 정혜용 역, 웅진지식하우스(2007년, 163~168p)
- 「정치교회」, 진보적 복음주의에서 뉴라이트까지, 김지방 저, 교양인(2007년, 41~94p)
- 「이돈화연구」, ‘ 종교’논의의 정치적 성격, 허수 저, 역사비평사(2011년, 220~221p)